# Šrí Aurobindo
Šrí Aurobindo, původním jménem Aurobindo Ghóš (*15. srpna 1872, Kalkata - 5. prosince 1950) byl indický hinduistický filozof, jogín, mystik, básník, guru a příslušník indického hnutí za nezávislost.

## Život
Jeho otec byl členem významného reformního hinduistického hnutí Bráhmasamádž, jehož zakladatelem byl Rámmohan Ráj. On sám již jako dítě chodil do křesťanské školy Loreto Convent ve městě Dárdžiling. Zde se nejprve (právě navzdory britskému křesťanskému prostředí koloniální správy) přiklonil k ateismu. Poté roku 1979 odjel do Anglie, kde vystudoval na King's College v Cambridge. Do Indie se vrátil v roce 1892 a pracoval pak ve státní správě. Po návratu se zapojil do nacionalistického hnutí v Bengálsku. Byl zatčen, obviněn z přípravy bombových útoků, avšak u soudu byl nakonec jen kvůli protibritské publicistice. Nakonec musel být stejně propuštěn, po vraždě klíčového svědka procesu. I krátký pobyt ve vězení měl ale zásadní dopad na jeho duchovní život, měl tam mystické vize (údajně slyšel hlas Vivékánandy) a po propuštění se stáhl z politiky, odstěhoval se do města Puduččéri a věnoval se již jen duchovním vědám a literatuře. Vyvinul techniku, kterou nazýval integrální jóga. Její systém je popsán v jeho nejdůležitějším díle, spise Božský život. K dalším textům patří epická báseň Savitri a komentáře k Védám, Upanišadám a Bhagavadgítě. Založil též vlastní ášram.

## Filozofie
Podle Šrí Aurobinda se v průběhu dějin uskutečňuje přechod od podvědomí k vědomí a nadvědomí. Dosažení mystického nadvědomí je řešením záhady dějin a uskutečněním lidských tužeb. Někteří Evropané upozornili Aurobinda, že jeho myšlenky mají blízko ke koncepcím Teilharda de Chardina, což ho překvapilo, protože jeho dílo neznal. Naopak znal Nietzscheho a byl si vědom souvislostí s jeho tezí o nadčlověku. Badatel Steve Odin napsal, že Šrí Aurubindo rekonstruoval Védántu za pomoci hegelismu (postupné projevení se univerzálního ducha v dějinách). Sám Auribindo však tvrdil, že mu německý idealismus, včetně Hegela, nic neříká, protože není intuitivní.

## Vliv
K jeho nejznámějším žákům patří Šrí Činmoj a Mirra Alfassa (známá jako "Matka"), která založila experimentální město postavené na jeho principech a nazvala ho Auroville.